# Blexer Schanze

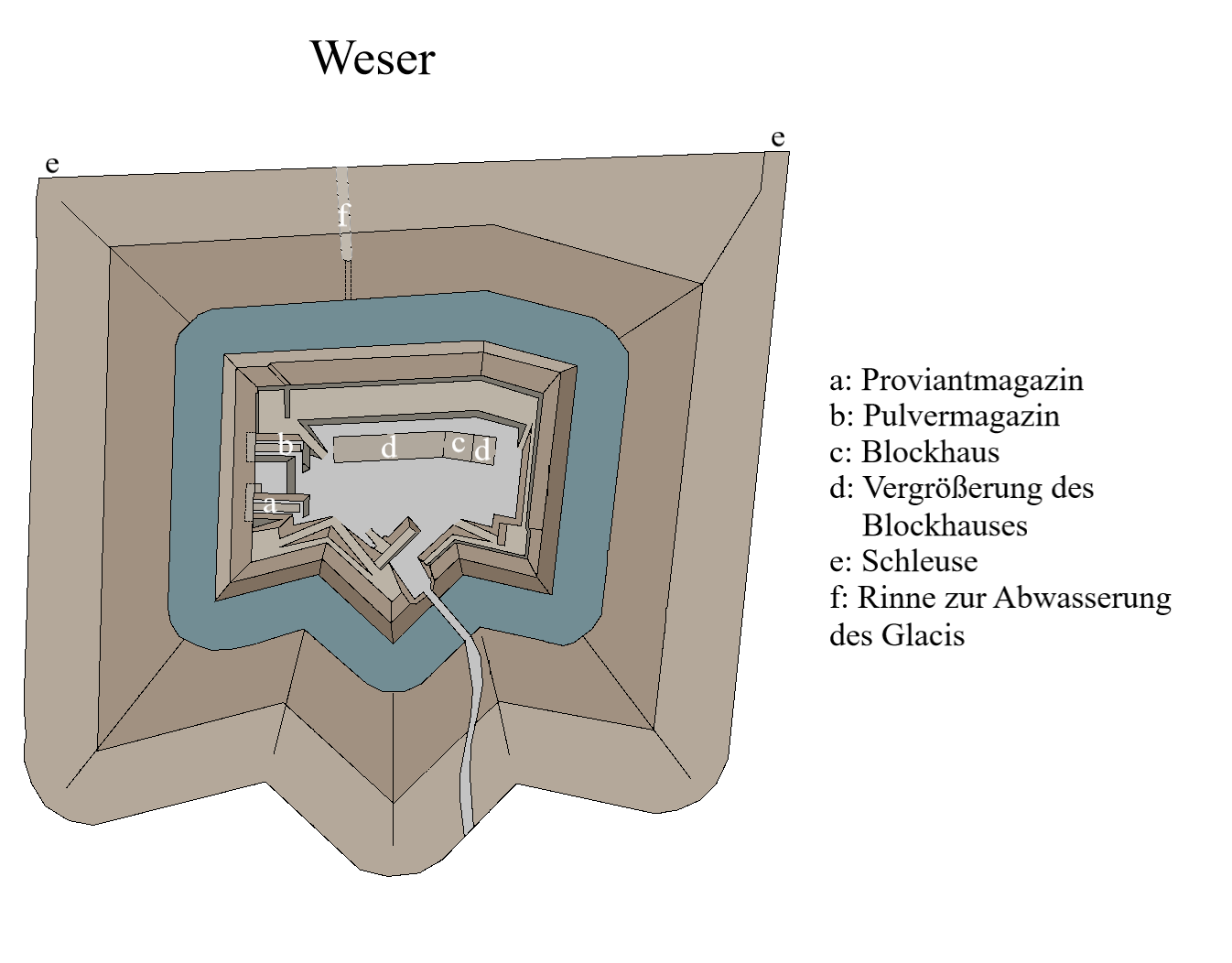
Plan der Blexer Schanze

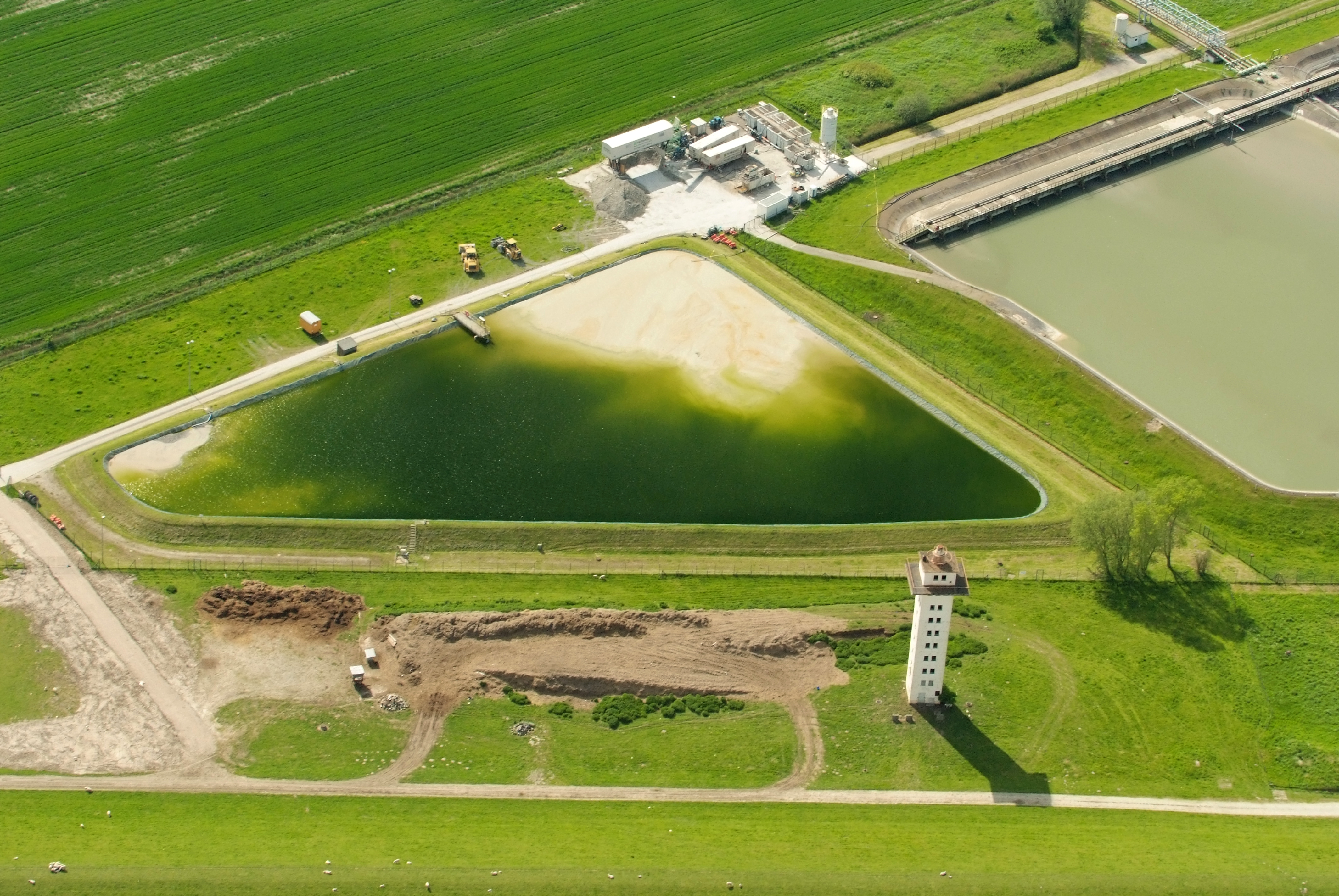
Auf der Position der Blexer Schanze befindet sich heute ein Acker. Sie liegt südwestlich des Beckens von Kronos Titan.

Die Blexer Schanze (auch „Franzosenschanze“) war ein Festungsbauwerk zum Schutz der Wesermündung in Blexen. Sie gehört mit den Schanzen bei Großwürden, Groß-Fedderwarder, bei der Waddenser Pumpe und der Schanze auf den Oberahnschen Feldern zu den fünf „Franzosenschanzen“ Butjadingens.

## Aufbau
Die Schanze befand sich 750 Meter nordöstlich von der Blexer Kirche, direkt an der Weser. Die Schanze war von einem etwa 7,2 Meter breiten und 4,5 Meter tiefen Graben umgeben. Die Anlage hatte einen nahezu quadratischen Aufbau, drei Bastionen schützten die Anlage zur Landseite. Die mittlere Bastion verfügte über eine Brücke, die einen Zugang über eine Zugbrücke von Westen aus ermöglichte. Außerhalb des Grabens gab es Glacis. Ein historischer Plan der Anlage  zeigt ein Pulver- und ein Proviantmagazin, die in den inneren Wall eingelassen sind, sowie ein zentrales Blockhaus. Das Blockhaus wurde in einer zweiten Bauphase erweitert. Das Tor der Anlage wurde durch ein direkt dahinterliegenden Wall zusätzlich geschützt.

### Bewaffnung
Die Anlage war mit sechs Geschützen ausgestattet, vier davon waren Kanonen, zwei davon waren Mörser.

## Geschichte

### Bau
Die Blexer Schanze entstand im Jahr im Zusammenhang mit der Befestigung der anderen Weserseite auf dem Areal der Karlsburg. Im Jahr 1810 wurde die Schanze in Blexen unter dem französischen Kommandanten Bernadotte errichtet, um die von Frankreich verhängte Kontinentalsperre durchzusetzen. Mit der Schanze sollte eine Überwachung der Wesermündung gewährleistet werden, um so Schmuggel vorzubeugen. Außerdem erfüllte sie den militärischen Zweck eine Landung der Engländer zu verhindern. Für den Bau des Verteidigungswerkes wurde die Blexer Bevölkerung herangezogen. Trotz der Schanze fand auch weiterhin Schmuggel in der Wesermündung statt.

### Aufstand
Nach dem Bekanntwerden der Niederlage Napoleons in Russland, kam es zu zahlreichen Aufständen in den besetzten Gebieten. Am 12. März 1813 begann auf den Festungen der anderen Weserseite in Lehe ein Aufstand der dort von nur wenigen Franzosen überwachten deutschen Truppen. Am 18. März kapitulierte der Kommandant von der Karlstadt, seine Leute waren Deutsche, die bereits anfingen zu desertieren. Am 17. März fand auch in Blexen eine Revolte von Küstenkanonieren an der Schanze statt, auch sie waren Deutsche. Der Französische Kommandant erteilte dem Geschützführer Lübbe Eylers den Schießbefehl, dieser weigerte sich jedoch auf seine Landsleute zu schießen. Nachdem die Blexer die Franzosen vertrieben hatten, holten sie sich „teils durch gütliches Zureden, teils unter Androhung von Gewalt“ Verstärkung aus Blexen, um die Verteidigung der Schanze einzurichten. Am 22. März nahmen die Engländer die gegenüberliegende Schanze Karlsburg ein. Entgegen der Hoffnung der Aufständischen kamen die Engländer jedoch nicht auf die andere Weserseite. Am 24. März traf die Botschaft ein, dass eine französische Kolonne auf dem Weg nach Blexen sei, infolge der Nachricht wurden die Frauen und Kinder aus Blexen evakuiert und die Schanze befestigt. Die Französische Truppe forderte auf ihrem Weg nach Blexen 12.000 Reichstaler von der Stadt Oldenburg, dieser Betrag sollte innerhalb von einem Tag gezahlt werden. Die Gleiche Forderung von 12.000 Reichstalern ging auch an das Dorf Blexen, das mit großer Not nur 1.000 Reichstaler aufbringen konnte. Auf dem Marsch nach Blexen nahmen die französischen Truppen Geiseln, die angesehensten Einwohner von Oldenburg, Blexen, Brake, Elsfleth, Waddens und Berne mussten gestellt werden.

### Rückeroberung
Die Franzosen eroberten am 25. März mit etwa 1.000 Mann die Festungen in Lehe und Blexen zurück. Blexen kapitulierte vor mehreren hundert Mann bestehend aus Infanterie, Zöllnern und Gendarmen. Lübbe Eylers wurde sofort nach der Kapitulation vor die Schanze geführt und vor seinen 26 Männern erschossen. Die übrigen deutschen Aufständischen wurden in der Schanze festgesetzt, gleichzeitig wurde das Dorf geplündert.  Am nächsten Tag wurden die 26 Männer vor die Kirche geführt, jeweils zwei von ihnen wurden willkürlich ausgewählt und vor der Kirchtür erschossen, bis zehn von ihnen tot waren. Während der Erschießung wurden die Geiseln gezwungen die Hüte zu schwenken und laut „Hurra“ zu rufen. Fünf der übrigen Männer wurden begnadigt, die übrigen elf Gefangenen wurden gefesselt und abtransportiert. Zwei der Gefangenen wurden bei Ovelgönne und zwei weitere vor dem Heiligengeisttor in Oldenburg erschossen. Am 5. April wurden fünf weitere Gefangene in Bremen erschossen.  Das Amtsblatt des „Departement der Wesermündung“ berichtete von einem „vollständigen glücklichen Erfolg“ und sprach bei der Tötung der Aufständischen von der Bestrafung „elender Bauern“. Die Erschießung der Butjadinger Bauern auf dem Kirchhof in Blexen fand in einem Gemälde Ausdruck. Die Blexer Kirchtür die als Kugelfang diente, wurde später verkauft und verfeuert.
Am 10. April 1813 kamen 50 Zollsoldaten sowie mehrere Tausend französische Truppen nach Blexen, ungefähr 600 blieben im Ort. Es kam wieder zu einer Plünderung. Die Schanze wurde nun zu einem Fort ausgebaut.

### Ende der Franzosenzeit
Ein halbes Jahr später, einen Monat nach der entscheidenden Schlacht bei Leipzig, kamen am 21. November Russische Truppen unter General Wintzingerode als Befreier, sie öffneten das Tor der Blexer Schanze mit einem Kanonenschuss. Die Besatzung wurde gefangen genommen. Die Russen besetzten das Fort bis zum 5. Dezember des Jahres 1813. Mit der Rückkehr Herzog Peter Friedrich Ludwig bekamen die Witwen und Waisen der Erschossenen eine jährliche Unterstützung.

### Dänischer Krieg
Während des deutschen Krieges mit Dänemark von 1848 bis 1851 wurde die Franzosenschanze in Blexen erneut relevant. Denn Dänische Kriegsschiffe blockierten bei Ausbruch des Krieges die deutschen Flussmündungen. Die Küstenbevölkerung fürchtete sich vor Landungen und darauffolgenden Plünderungen und sollte mit der Verlegung von Truppen an die Küste beruhigt werden. Am 23. April 1848 wurden vier Kompanien des 1. Bataillons des 2. Regiments an die Küste verlegt, sie verfügten über eine halbe Batterie. Die 1. Kompanie mit zwei Geschützen wurde nach Blexen verlegt, die zweite nach Brake, die dritte nach Tossens und Varel und die vierte mit zwei Geschützen nach Hooksiel. Ein Oberleutnant Rüber war damit beauftragt in Blexen an der Stelle der Franzosenschanze eine Stellung für sechs Geschütze zu errichten. Im Verbund mit dem Fort Wilhelm und einer von Preußen errichteten Batterie auf dem Hafendamm von Bremerhaven sollte die Weser gegen Angriffe gesperrt werden. Die Blexer Batterie sollte mit einigen Vierundzwanzigpfünder Kanonen aus Hannover ausgestattet werden, diese standen jedoch nicht zur Verfügung. Deshalb wurden vier der eisernen Zwölfpfünder aus Oldenburger verwendet die am 13. Mai eintrafen. Die Bewaffnung wurde durch zwei lange Zweiunddreißigpfünder und zwei achtzöllige Bombenkanonen ergänzt.

### 20. Jahrhundert
Aus dem 20. Jahrhundert sind mehrere Fotografien der Franzosenschanze überliefert, zu diesem Zeitpunkt war sie bereits verfallen und bestand nur noch aus einigen baumbewachsenen Hügeln und Teichen auf dem Blexer Groden. Die Lehrer Pille und Klockgether aus der Blexer Schule bemühten sich erfolgreich während der dreißiger Jahre den Platz unter Denkmalschutz zu stellen. Im Jahr 1936 wurde mit den Vorarbeiten für ein Großprojekt auf dem Blexer Groden begonnen. Unter dem Deckmantel des Hochwasserschutzes wurde der Groden eingedeicht und aufgespült. Die Luftwaffe übernahm ab 1938, sie beabsichtigte hier einen großen Fliegerhorst den „größten Seeflughafen des Kontinents“ zu errichten. Mit dem Ausbruch des Zweiten Weltkrieges im Folgejahr, wurde das Bauprojekt jedoch abgebrochen, da in den eroberten Gebieten ausreichend Flugplätze vorhanden waren.

## Gegenwart
Auf Initiative von Robert Allmers wurde 1895 vom Rüstringer Heimatbund ein Gedenkstein an der Blexer Kirche aufgestellt. Er trägt die Aufschrift: „Hier wurden am 26. März 1813 zehn deutsche Männer als Opfer der Franzosenherrschaft ohne Untersuchung erschossen. Nun schütze Deutschlands Einigkeit Vor solcher Schmach uns jeder Zeit.“ Die Schrift ist eingefasst von zwei Fasces.
Die Anlage wurde vermutlich bei Aufspülungsarbeiten am Blexer Groden die in den 1930er Jahren stattfanden mit einer Spülschicht überdeckt, weshalb sie heute nur noch unterhalb des Erdbodens vorhanden ist und damit Gegenstand der Archäologie ist.